# Колиев, Георгий Игоревич
Георгий Игоревич Колиев (род. 23 октября 1994, Владикавказ) — белорусский борец вольного стиля осетинского происхождения. Серебряный призёр чемпионата Европы 2016 года.

## Биография
Родился 23 октября 1994 года во Владикавказе. По национальности — осетин. Начал заниматься вольной борьбой в 9 лет. Тренером Георгия является А. Н. Занимон.
Не женат.
В 2019 году принимал участие в Европейских играх, дойдя до четвертьфинала.
В 2020 году был дисквалифицирован на 4 года за применение допинга.

## Достижения
- Чемпион Европы среди юниоров 2013
- Чемпион Европы среди молодёжи 2015
- Серебряный призёр чемпионата Европы 2016
- Чемпион Белоруссии (2014[2], 2019)